# 이종택 (야구인)
이종택(李鍾澤, 1968년 3월 26일 ~ )은 전 KBO 리그의 외야수이다.

## 출신학교
- 1984년 ~ 1986년 : 부산고등학교
- 1987년 ~ 1990년 : 한양대학교 (1987학번)

## 수상 경력
- 1986년 봉황대기 최우수선수 수상 (부산고)